# Ligne de Souillac à Viescamp-sous-Jallès
La ligne de Souillac à Viescamp-sous-Jallès est une voie ferrée française, à écartement standard et à voie unique, du sud du Massif central, qui reliait Souillac, sur la grande ligne des Aubrais - Orléans à Montauban-Ville-Bourbon, à Viescamp-sous-Jallès, à proximité d'Aurillac, préfecture du Cantal. Dans les années 2020, seule la section reliant Saint-Denis à Viescamp est encore exploitée, autorisant des liaisons entre Paris (avec un Intercités de nuit), ou Brive-la-Gaillarde (trains du réseau TER Auvergne-Rhône-Alpes), et Aurillac.
La ligne suit la vallée de la Cère puis, quittant l’environnement montagneux, suit la Dordogne, avant de remonter la Tourmente vers Brive.
Elle constitue la ligne no 719 000 du réseau ferré national.

## Histoire

### Chronologie
- 19 juin 1868, déclaration d'utilité publique d'Aurillac à Saint-Denis-près-Martel
- 31 décembre 1875, déclaration d'utilité publique de Souillac à Saint-Denis-près-Martel
- 20 novembre 1883, concession de la totalité de la ligne à la Compagnie du PO
- 16 juin 1889, mise en service de Souillac à Saint-Denis-près-Martel
- 11 mai 1891, mise en service de Saint-Denis-près-Martel  à Viescamp-sous-Jallès
- 28 mai 1989, fermeture à tous trafics de Souillac à Saint-Denis-près-Martel

### Souillac à Saint-Denis-près-Martel

#### Section du réseau ferré national
La section de Saint-Denis-près-Martel à Souillac trouve son origine dans la ligne de Saint-Denis-lès-Martel au Buisson-de-Cadouin, déclarée d'utilité publique à titre d'intérêt général le 31 décembre 1875, elle en constitue la 1re section dite « de Saint-Denis à Souillac ». 
Le tracé et les travaux sont exécutés sous la direction de l'ingénieur en chef Lanteirès des services de l'État. En 1880, le chantier est divisé en cinq lots dont trois sont adjugés, pour un coût total de 2 000 000 francs, et en cours d'exécutions, le projet du cinquième, évalué à 1 700 000 francs, est à l'approbation et le premier qui comprend le raccordement avec la gare de Saint-Denis-près-Martel, de la Compagnie du chemin de fer de Paris à Orléans (PO), est à l'étude, en négociation avec la compagnie. Les travaux importants concernent les ouvrages d'art : trois souterrains longs de 40 m à 115 m plus trois autres longs de 250 m à 550 m, et deux viaducs : celui des Courtils, de 135 m de long pour 35 m de hauteur, pour franchir un ravin dans les falaises de Saint-Denis et celui de Bramefond de 300 m de long pour 43 m de hauteur. Outre les stations des extrémités, Saint-Denis et Souillac qui sont situées sur les lignes principales de raccordement, il est prévu deux stations intermédiaires à Martel et au Pigeon (sur la commune de Baladou). L'ingénieur prévoit : un achèvement des travaux à la fin de l'année 1881 pour les trois lots dont les chantiers ont déjà débuté, et en 1882 pour les deux autres, ce qui peut permettre un achèvement de la ligne à la fin de la campagne de 1882.

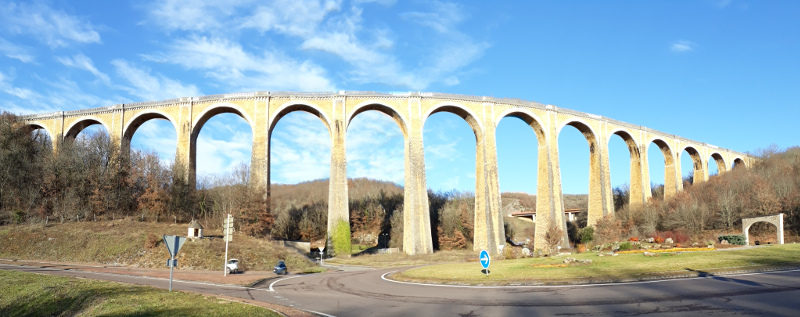
Viaduc de Bramefond

La ligne est concédée par l'État à la Compagnie du chemin de fer de Paris à Orléans (PO) par une convention signée entre le ministre des Travaux publics et la compagnie le 28 juin 1883. Cette convention est approuvée par une loi le 20 novembre suivant.
L'exploitation a débuté le 16 juin 1889.
La voie de cette section est déposée en 1917, pendant la Première Guerre mondiale, pour utiliser l'acier à la fabrication d'armements. Elle est rouverte en 1918 avec des rails américains. 
Le 31 mai 1980, circule le dernier train de voyageurs, pendant les années suivantes la SNCF procède simplement au désherbage chimique et à la visite des ouvrages d'art. La section est fermée officiellement à tous trafics le 28 mai 1989, puis elle est déclassée, du PK 619,094 au PK 636,640, le 10 avril 1996. 
La construction de l'autoroute A20 a provoqué une rupture de la continuité de la ligne peu après la fin du viaduc de Bramefond en direction du Pigeon. Une convention obligerait cependant l'exploitant autoroutier à rétablir la continuité de la ligne en construisant un pont en cas de décision de réouverture de la ligne. 

#### Voie privée
Après la fermeture, l'ingénieur Philippe Coudeville envisage la sauvegarde de la ligne. Il lance un appel dans la presse spécialisée qui est entendu par suffisamment de personnes pour créer, en 1992, l'association du Chemin de fer touristique du Haut Quercy (CFTHQ). Après une expertise, réalisée par un ingénieur SNCF, l'association rachète la voie entre la gare de Martel et un point situé à proximité de la gare de Saint-Denis-près-Martel. Après sa remise en état le tronçon est rouvert pour un trafic de trains historiques et touristiques. Les premières circulations ont lieu en juillet 1997 avec des draisines et un train tracté par une locomotive à vapeur.
L'association fait également parfois circuler un train de service jusqu'à l'ancienne halle à marchandises de la gare du Pigeon qui lui sert à entreposer du matériel.

### Saint-Denis-près-Martel à Viescamp-sous-Jallès
La section de Saint-Denis-Près-Martel à Viescamp-sous-Jallès a été déclarée d'utilité publique par un décret impérial le 19 juin 1868 (ligne de Périgueux à Figeac).
La ligne est concédée par l'État à la Compagnie du chemin de fer de Paris à Orléans (PO) par une convention signée entre le Ministre des travaux publics et la compagnie le 28 juin 1883. Cette convention est approuvée par une loi le 20 novembre suivant.
Elle a été ouverte le 11 mai 1891.
D'après un document publié par Le Dauphiné libéré le 21 septembre 2016, la section entre Saint-Denis-près-Martel et Viescamp-sous-Jallès pourrait être fermée à toute circulation en 2021.

## Caractéristiques

### Tracé
Le profil en long de la ligne est assez accidenté, et comporte de nombreuses déclivités d'une valeur maximale de 21 ‰, le rayon des courbes s'abaisse à 150 m.

### Ouvrages d'art
La ligne chemine à flanc de montagne dans un environnement humide avec des ouvrages en terre et des parois rocheuses qui longent la ligne. Sur la partie qui reste exploitée, elle traverse  25 tunnels dont la longueur cumulée est de 5 842 m. Les accès à la plateforme sont très peu nombreux, en particulier dans les gorges de la Cère.  

### Équipement
Cette section de voie unique est exploitée pour le trafic voyageurs et pour le fret. Elle est équipée de block BAPR avec compteurs d'essieux sans circuit de voie et n'est pas électrifiée.

### Vitesse limite
La vitesse des trains de voyageurs est comprise entre 75 et 90 km/h avec limitation  à 55 km/h au niveau de la déviation de la Verrerie, à 40 km/h à la traversée de certaines gares voire à 30 km/h.
La portion de ligne de 27 km entre Laval-de-Cère et Viescamp-sous-Jallès va faire l'objet de travaux de rénovation courant 2013 dans le cadre du Plan Rail Auvergne pour un montant de 15 500 000 €.

## Exploitation
La ligne fait partie du groupe UIC n°9 avec voyageurs, ce qui correspond à un tonnage de 960 tonnes par jour. Le trafic est exclusivement constitué de trains légers TER avec 4 allers-retours et environ 450 voyageurs par jour.
Après 2013, les engagements du Plan Rail Auvergne devraient permettre de passer de 4 à 5 allers-retours par jour.

## Enjeux
(décembre 2018).
Cette ligne permet aux Aurillacois de gagner la ligne POLT (Paris-Orléans-Limoges-Toulouse). L’enjeu est important car, selon les évolutions futures des lignes à grande vitesse desservant à terme Limoges et Clermont-Ferrand, les Cantalous pourront préférer passer par l’Est ou par l’Ouest pour gagner Paris. Actuellement, les temps de trajet sont relativement similaires. En 2013, grâce aux travaux de modernisation sur Clermont-Aurillac, le trajet par Clermont-Ferrand devrait être le plus performant.